# Павле Ирић
Павле Ирић је био један од певача Вука Стефановића Караџића. Вук је од њега записао песме Ђурђева Јерина и Јанко и Секула.

## Биографија
Павле Ирић је рођен крајем XVIII века. У младости је био хајдук, а затим је служио као момак код Књаза Милоша. У званичним списима (Књажеска канцеларија, књига II, 1815-1827) се спомиње у као стражар који је августа 1819. године пратио оптуженика од Крагујевца до Београда.

## Сарадња са Вуком
До сусрета Павла и Вука је дошло у пролеће 1816. године.
У Српском рјечнику објављеном 1818. године, Вук је у објашњењу појма безумље навео стихове из песме коју је записао од Павла.
Песме Ђурђева Јерина (о Јерини Бранковић, супрузи Ђурђа Бранковића) и Јанко и Секула (тј. Секула се у змију претворио, о Сибињанин Јанку) су објављене 1823. године. Припадају по својем садржају песмама о Бранковићима и Угричићима. Песма Јанко и Секула постоји и у другим изворима. Павлова варијанта је специфична по томе што је код њега мотиву растанка јунака и породице посвећена скоро половина песме. Код других извора том мотиву је посвећен тек мали део песме. Највероватнији разлог за то је хајдуково лично сећање на тежину свог растанка са породицом.